# 珀西·布里奇曼
珀西·威廉姆斯·布里奇曼（英語：Percy Williams Bridgman，1882年4月21日—1961年8月20日），美国物理学家，因他在高壓物理方面的貢獻，1946年获得诺贝尔物理学奖。布里奇曼對科學方法及科學哲學的一些觀點有相當廣泛的著述。晚年因罹患癌症，飲彈自殺。